# Caslon
Caslon — назва друкарських шрифтів, створених Вільямом Кеслоном (англ. William Caslon I 1692—1766) та сучасних шрифтів, що брали за основу шрифти Кеслона.

## Історія

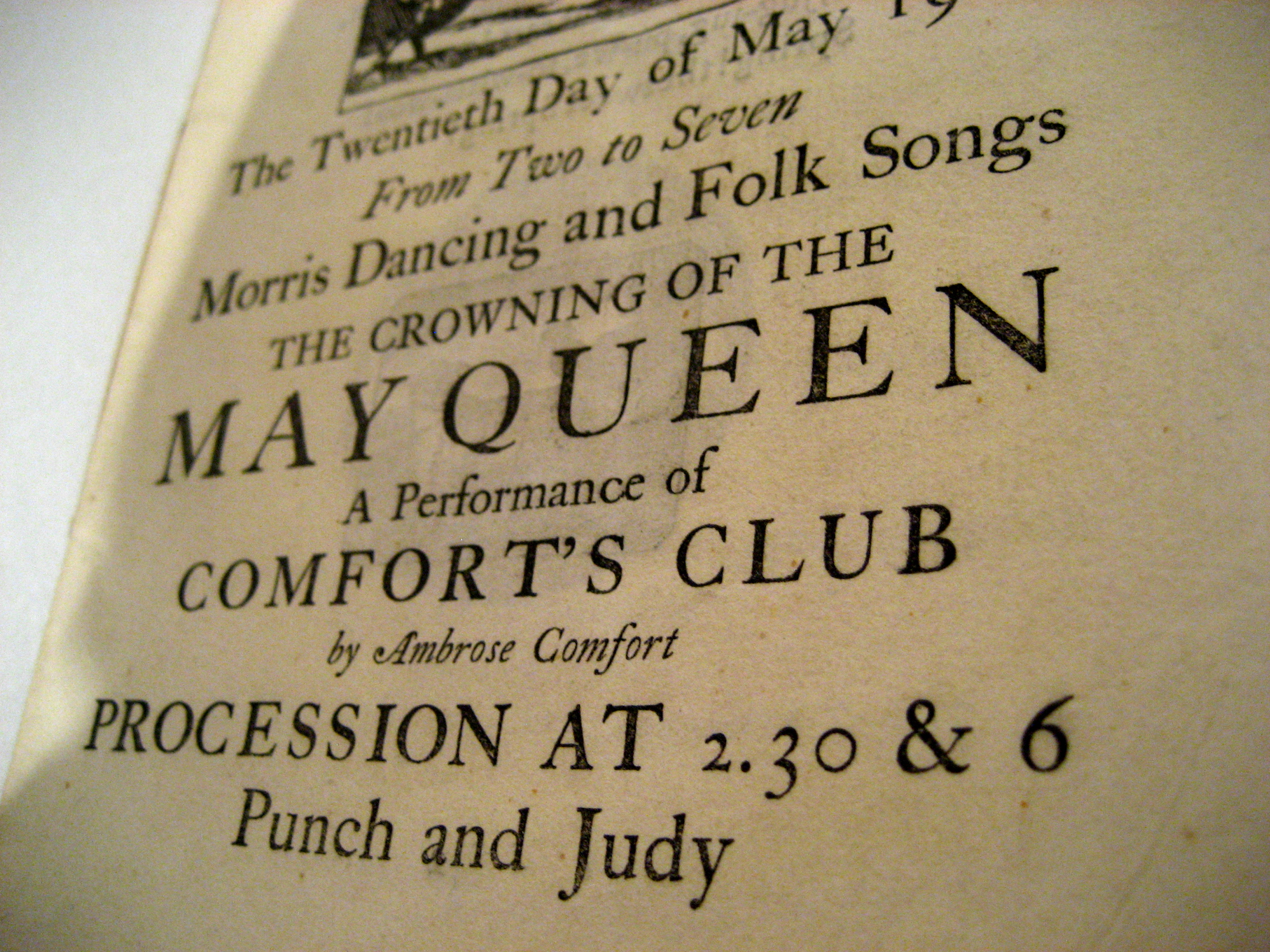
Використання шрифту

Ірландський драматург Бернард Шоу наполягав, щоб всі його книги набирали шрифтом Caslon, чим заслужив прізвисько «Кеслон Будь Ціною».
Протягом декількох десятиліть гаслом британських друкарів була фраза «Сумніваєшся — набирай Caslon».
Оцифрувала шрифт Керол Туомблі в 1990 році, створивши Adobe Caslon.